# Vyšná Hutka
Vyšná Hutka je obec na Slovensku, v okrese Košice-okolí. V roce 2011 zde žilo 441 obyvatel, rozloha katastrálního území činí 3,62 km². V letech 1986 až 1990 byla obec spojená s Nižnou Hutkou do obce Hutky.